# Berufungsgeschichte
Die alttestamentlichen Berufungsgeschichten stellen eine formgeschichtliche Gattung dar, deren Inhalt die Berufung einer Person durch Gott zu einem bestimmten Verkündigungsauftrag ist. Diese Berichte dienen der Autorisierung und Beglaubigung vor allem von Propheten.

## Aufbau
Biblische Berufungsgeschichten folgen dabei einem relativ festen Schema:
1. Berufung und Beauftragung durch Gott
2. Einwand des Berufenen
3. Entkräftung des Einwandes

## Altes Testament
Im Alten Testament weisen sich zumeist Propheten, aber auch andere Personen durch Berufungsgeschichten vor Volk und König aus:
- Mose in 2. Buch Mose 3 (Ex 3,1–18 EU): Vision am brennenden Dornbusch, Selbstvorstellung Gottes mit dem Namen JHWH. Als letzten von mehreren Einwänden führt Mose Sprachprobleme an.
- Die Berufung des Propheten Samuel in 1. Sam 3 ist insofern untypisch, als hier ein Einwand des Berufenen fehlt.
- Jesaja 6: In einer Vision sieht Jesaja den Thron Gottes und Gott lobende Engel. Sein Einwand „Ich bin unreiner Lippen“ erfolgt noch vor der eigentlichen Beauftragung. Nach einer rituellen Reinigung mit einer glühenden Kohle erhält Jesaja einen ungewöhnlichen Verstockungsauftrag.
- Jeremia (Jer 1) verweigert die Berufung mit der Begründung, er sei zu jung.
- Bei Jona wird das Schema insofern noch überspitzt, als der Prophet nicht nur Einwände vorbringt, sondern sogar vor der Berufung davonläuft.

## Neues Testament
Die neutestamentlichen Berufungsgeschichten folgen eher locker der alttestamentlichen Form, ohne dabei notwendigerweise alle Elemente zu enthalten. Insbesondere der typische Einwand des Berufenen fehlt häufig:
- Maria wird in Lk 1,26-38 zur Mutter des Kindes Jesus berufen. Ihr Einwand: „Wie soll das zugehen, da ich doch von keinem Mann weiß?“ wird von dem Engel mit dem Hinweis auf den Geist Gottes entkräftet.
- Johannes der Täufer wird durch besondere Vision dem Vater angekündigt (Lk 1,5-25). Hier ist die Abgrenzung zum Bericht über eine wundersame Geburt nicht ganz klar, ebenso wie bei Maria.
- Die Jünger Jesu werden von Jesus berufen, jedoch ohne Einwände.
- Die Vision des Paulus in Apostelgeschichte 9 ist die Berufungsgeschichte des Saulus zum Apostel.